# Орман чифлик (община Корча)
Чифлик или Орман чифлик (на албански: Çiflik или Çifliki) е село в Албания, в община Корча, област Корча.

## География
Селото е разположено на 2 km северно от Корча в Корчанското поле.

## Личности
Родени в Орман чифлик
- Георгиос Василиу, (? - 1927), гръцки революционер, деец на гръцката въоръжена пропаганда в Македония